# گاردن سیتی (داکوتای جنوبی)
گاردن سیتی(به انگلیسی: Garden City) شهری در ایالت داکوتای جنوبی کشور ایالات متحده آمریکا است که جمعیت آن در سرشماری سال ۲۰۱۰ میلادی، ۵۳ نفر بوده‌است.